# Cratoxylum arborescens
Espèce
Synonymes
- Cratoxylum arborescens var. miquelii King[1]
- Cratoxylum cuneatum Miq.[1]
- Hypericum arborescens Vahl[1] [2]

Statut de conservation UICN

 LC  : Préoccupation mineure
Cratoxylum arborescens est une espèce de plantes à fleurs de la famille des Hypericaceae.

## Description
Cratoxylum arborescens est un arbuste ou un arbre pouvant mesurer jusqu'à 60 mètres de haut avec un tronc atteignant un diamètre de 120 centimètres. L'écorce est lisse ou fissurée avec une couleur allant du gris au brun. Les fleurs vont du rose au rouge écarlate. Les fruits mesurent jusqu'à 0,9 cm de long.

## Répartition et habitat
On trouve l'arbre en Birmanie, à Sumatra, en Malaisie péninsulaire et à Bornéo. Son habitat consiste principalement en des forêts de basse altitude, incluant les kerangas et les tourbières. On le trouve aussi dans des forêts de moyenne altitude en dessous de 1400 mètres.

## Usage
L'arbre produit un bois dur connu sous le nom de Geronggang. Ce bois convient à un usage intérieur et à des constructions légères ou moyennement lourdes. 

## Liste des variétés
Selon Catalogue of Life (9 avril 2019) :
- variété Cratoxylum arborescens var. borneense A. C. Church & P. F. Stevens

Selon World Checklist of Selected Plant Families (WCSP) (9 avril 2019) :
- variété Cratoxylum arborescens var. arborescens
- variété Cratoxylum arborescens var. borneense A.C.Church & P.F.Stevens (1997)

Selon NCBI (9 avril 2019) :
- variété Cratoxylum arborescens var. in edit. Zakaria 209

Selon Tropicos (9 avril 2019) (Attention liste brute contenant possiblement des synonymes) :
- variété Cratoxylum arborescens var. borneense A.C. Church & P.F. Stevens
- variété Cratoxylum arborescens var. miquelii King

## Publication originale
- Museum Botanicum 2: 17.